# Goodwill
Goodwill obchodní společnosti je ekonomický pojem označující rozdíl mezi tržní hodnotou firmy a aktivy obchodní společnosti, snížené o závazky. Označuje hodnotu nevlastněného, nehmotného majetku obchodní společnosti jako jsou například dobré vztahy se zákazníky, jméno firmy nebo zkušení zaměstnanci. Reflektuje postavení obchodní společnosti na trhu, kvalitu a hlavně tradici. Vysoký goodwill mají třeba známí výrobci luxusního zboží. Kvalita a dlouhověkost jejich výrobků jim zajišťují potřebné renomé v očích spotřebitelů. Goodwill se dá rozlišovat dvěma způsoby, na goodwill původní a druhotný. Původní goodwill se vytváří vlastní činností obchodní společnosti, není však v účetnictví obchodní společnosti vykazován, protože není spolehlivě ocenitelný. Druhotný goodwill získává společnost při akvizici jiné společnosti.

## Hodnota
Zjednodušeně řečeno se dá hodnota goodwillu vyčíslit jako rozdíl mezi nákupní cenou a účetní hodnotou kupované společnosti. Jeho vykázání se uplatňuje především při fúzích a akvizicích. Přesné a spolehlivé vyčíslení je nicméně poměrně obtížné. Hodnota podniku se totiž může v čase rychle měnit. Ovlivňují ji ekonomické změny, nová konkurence nebo špatná reklama.
Praktický příklad
Představme si investora společnosti ZZZ a. s., který koupí firmu YYYY s.r.o. K zjištění goodwillu firmy je třeba zjistit účetní hodnotu všech aktiv firmy YYYY s.r.o.
```
Pozemky      6 000 000 Kč
Nemovitosti  5 000 000 Kč
Auta         5 000 000 Kč
Pohledávky   4 000 000 Kč
Zboží        3 000 000 Kč
Závazky      8 000 000 Kč

```

Celková aktiva firmy činí 23 000 000 Kč a závazky 8 000 000 Kč. Odečteme-li závazky od aktiv, zjistíme, že hodnota firmy činí 15 000 000 Kč. Protože však společnost byla koupena za 23 000 000 Kč, stává se rozdíl 8 000 000 Kč goodwillem firmy.